# Bradypodion nemorale
Bradypodion nemorale este o specie de cameleoni din genul Bradypodion, familia Chamaeleonidae, descrisă de Raw 1978. A fost clasificată de IUCN ca specie cu risc scăzut. Conform Catalogue of Life specia Bradypodion nemorale nu are subspecii cunoscute.